# Tadeusz Donocik

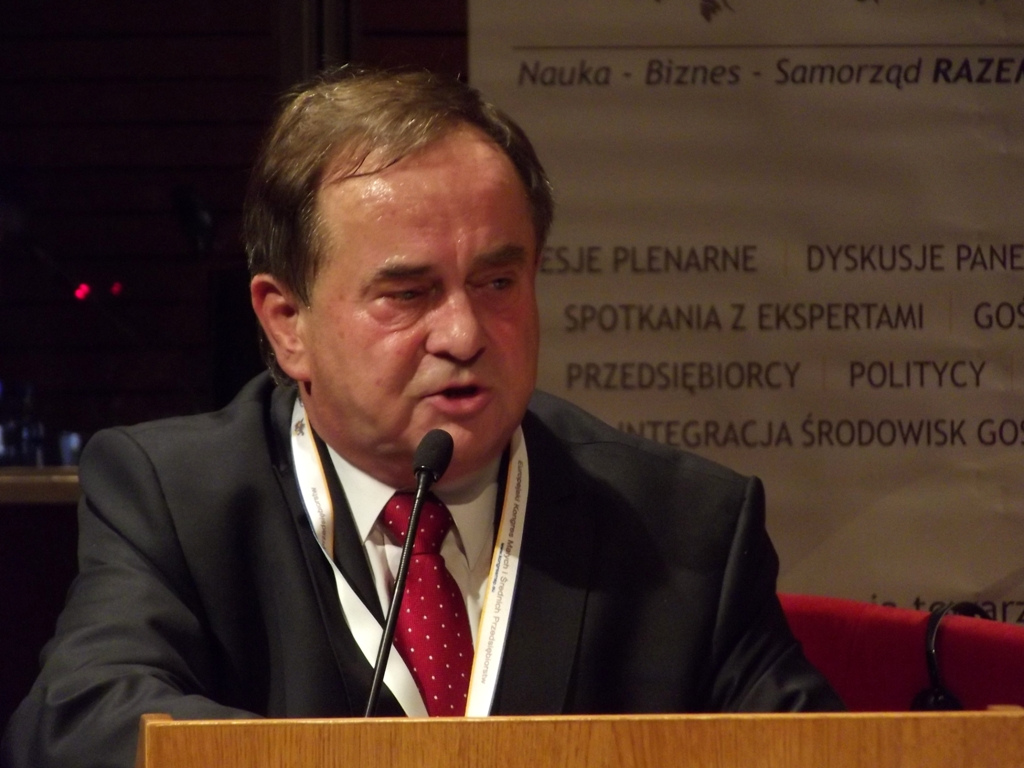
Tadeusz Donocik

Tadeusz Marian Donocik (ur. 5 października 1947 w Lubaniu Śląskim) – polski prawnik, działacz samorządu gospodarczego, wiceminister gospodarki w rządzie Jerzego Buzka.

## Życiorys
Ukończył w 1973 studia na Wydziale Wydziału Prawa i Administracji Uniwersytetu Śląskiego w Katowicach. W latach 1965–1966 pełnił obowiązki kierownika w zakładzie komunalnym w Zgorzelcu, następnie pracował w hutnictwie, administracji wojewódzkiej i uniwersyteckiej. W latach 80. był zatrudniony jako agent sklepu przemysłowego w Chorzowie. Od 1989 zajmuje się działalnością gospodarczą, pełniąc kierownicze funkcje w spółkach prawa handlowego.
W rządzie Jerzego Buzka od 1997 do 1998 był szefem Gabinetu Politycznego ministra gospodarki, następnie do 2001 zajmował stanowisko podsekretarza stanu w tym resorcie, odpowiadając m.in. za politykę regionalną, promocję eksportu, handel zagraniczny, technikę i technologię, turystykę, Specjalne Sfery Ekonomiczne, negocjacje z UE. Należał do Porozumienia Polskich Chrześcijańskich Demokratów. W wyborach parlamentarnych w 2001 kandydował do Sejmu z listy Akcji Wyborczej Solidarność Prawicy, która nie uzyskała mandatów.
W 1990 znalazł się wśród założycieli i od tego czasu pełnił funkcję prezesa Regionalnej Izby Gospodarczej w Katowicach (w 2018 został prezesem honorowym tej instytucji). W 1993 został wiceprezesem Krajowej Izby Gospodarczej. W latach 2004–2006 był członkiem Europejskiego Komitetu Ekonomiczno-Społecznego w Brukseli, w 2006 został delegatem do Komisji Konsultacyjnej ds. Przemian w Przemyśle. Był też współorganizatorem Śląskiej Nagrody Jakości. W 2002 objął stanowisko prezesa zarządu deweloperskiej spółki z o.o.
W 2001 odznaczony Krzyżem Oficerskim Orderu Odrodzenia Polski. W 2013 został laureatem Nagrody im. Wojciecha Korfantego, a w 2015 otrzymał Perłę Honorową Polskiej Gospodarki (w kategorii gospodarka).